# Die Revolution geht weiter
Das Bündnis „Die Revolution geht weiter“ (arabisch تحالف الثورة مستمرة, DMG taḥāluf aṯ-ṯaura mustamirra; alternativ als Bündnis zur Fortsetzung der Revolution oder Block „Die Revolution dauert an“ übersetzt) war ein mitte-links ausgerichtetes, vorwiegend säkulares Bündnis in Ägypten.
Prägende ideologische Einflüsse des Bündnisses kamen aus dem Sozialismus, dem Liberalismus und dem moderaten politischen Islam. Das Ziel der Allianz war es, den revolutionären Geist im Parlament zu erhalten und alle Forderungen der Revolution in Ägypten 2011 durchzusetzen.
Es wurde von zwei sozialistischen, zwei liberalen und einer islamischen Partei formiert. Die Allianz hat ihr Wahlprogramm am 23. Oktober 2011 veröffentlicht, einen Tag vor der Anmeldefrist für die Parlamentswahl, welche am 24. November starten sollte.
Die Gründung folgte einem Konflikt innerhalb des breiten links ausgerichteten, säkularen und liberalen Ägyptischen Blocks über die Teilnahme von Vertretern des alten Regimes und die Dominanz einiger weniger Parteien innerhalb des Blocks. Als sie ihre Forderungen nicht geltend machen konnten, verließen die Sozialistische Volksallianz und die Ägyptische Sozialistische Partei den Block. Die Wahlkampagne der Allianz wurde am 2. November eingeleitet.

## Mitgliedsparteien
- Sozialistische Volksallianz
- Partei Freiheitliches Ägypten
- Ägyptische Strömungspartei
- Koalition der Revolutionären Jugend
- Ägyptische Sozialistische Partei
- Ägyptische Allianzpartei
- Gleichheits- und Entwicklungspartei